# 메르신주

메르신주의 위치

메르신주(튀르키예어: Mersin ili)는 튀르키예 남부에 위치한 주로, 지중해 지역에 속한다. 주도는 메르신이며 면적은 15,853km2, 인구는 2,275,216명(2006년 기준), 자동차 번호는 33번, 시외전화 지역번호는 0324번이다. 10개 군을 관할하며 파울로스가 태어난 곳인 타르수스가 위치한다.
2002년까지는 이첼 주(İçel)라고 불렀지만 튀르키예의 다른 주와 마찬가지로 주 이름이 주도 이름과 일치하기 위한 차원에서 지금과 같은 이름으로 변경되었다. 주 번호가 33번인 이유는 당시 튀르키예의 67개 주를 튀르키예어 알파벳 순서대로 번호를 부여했을 때 이첼 주가 33번째에 해당하기 때문이다.